# Dynea Chemicals
Dynea Chemicals Oy (ehemals Neste Chemicals Oy) ist ein finnisches Unternehmen mit Sitz in Helsinki. Das Chemieunternehmen ist vorwiegend mit der Produktion von Kunstharzen auf Harnstoff-, Melamin- und Phenolbasis weltweit aktiv. Das Unternehmen produziert in 36 Werken in 23 Ländern.
Die Hauptanteilseigner ist der Industri Kapital 1997 Fund und der Industri Kapital 2000 Fund. Die Private-Equity-Unternehmensgruppe IK Investment Partners führt diese auf Nordeuropa spezialisierten Investmentfonds.
Von 2002 bis 2014 gehörte die Dynea Erkner GmbH als Tochtergesellschaft zu Dynea. In Erkner bei Berlin wurde Harze für technische Applikationen produziert. Genutzt wird dieser Ausgangsstoff für Herstellung von Reibbelägen, Schleifscheiben, Faservliesen für Formteile im Kfz-Bereich, sowie Harze für die Schaumherstellung.